# Casa de Teja, Veracruz
Casa de Teja är en ort i Mexiko.   Den ligger i kommunen Actopan och delstaten Veracruz, i den sydöstra delen av landet, 250 km öster om huvudstaden Mexico City. Casa de Teja ligger 693 meter över havet och antalet invånare är 133.
Terrängen runt Casa de Teja är kuperad, och sluttar österut. Runt Casa de Teja är det ganska tätbefolkat, med 100 invånare per kvadratkilometer. Närmaste större samhälle är Colonia Santa Bárbara, 18,7 km väster om Casa de Teja. Omgivningarna runt Casa de Teja är en mosaik av jordbruksmark och naturlig växtlighet.